# Osmium natif
L'osmium natif est une espèce minérale naturelle, corps simple métallique, extrêmement dense et très rare de formule chimique Os, correspondant à l'élément chimique osmium noté Os. L'osmium appartient à la classe minéralogique des éléments natifs, en particulier il s'agit d'un métal natif. Il est presque toujours associé intimement à l'iridium jusqu'à des teneurs dépassant le quart et parfois au ruthénium.
Il se présente le plus communément en grains opaques à éclats métalliques, de couleur légèrement gris-bleu ou blanche teintée de bleu et de grisé, avec les minerais platinifères, à base de sperrylite ou de laurite, de même que dans les principaux placers fluviaux ou marins, actuels ou fossiles, de platine natif.

## Historique de la description et de l'appellation
Le topotype est le district minier ou oblast de Sverdlovskaya, Nizhnii Tagi, dans l'Oural en Russie.
Ce n'est qu'en 1804 que le chimiste anglais Smithson Tennant démontre que ce corps simple et en particulier l'oxyde d'osmium est issu d'un élément particulier, qu'il nomme osmium en latin, du mot grec osmê, odeur ou de l'expression osmi, je sens, du verbe osmein, sentir, dégager une odeur (forte). Le corps simple naturel, découvert quelques années plus tard, est alors nommé en latin ou en anglais osmium nativum.
Un synonyme est l'iridosmine (alliage à 20 à 25 pour cent d'iridium). Un autre synonyme, rutheniridosmium, mentionne des composés à fortes conjointes d'Os et d'Ir.
D'autres appellations synonymes sont la névyanskite (équivalent russe de l'iridosmine de l'Oural) et la siserskite.

## Cristallographie et cristallochimie
La maille de son système cristallin est hexagonale compacte. Ce qui explique ici sa densité record pour un corps simple natif.
Le minéral fait partie du groupe chimique du platine, rassemblant des éléments natifs métalliques dit platinoïdes au sens chimique.
Ruthéniridosmine et ruthénium natif appartiennent au même groupe d'espace, mais non l'iridium natif, le rhodium natif, le palladium natif et le platine natif.
D'un point de vue cristallochimique, il fait partie du groupe homosymétrique de l'osmium selon la classification de Dana. Ce groupe compte l'osmium, le ruthénium natif, le ruthéniridosmine, l'hexaferrum, l'hexamolybdenum, l'alliage minéral de symétrie hexagonale (Ni,Fe,Ir) numéroté IMA2008-055 ou depuis 1994, la garutiite.

## Propriétés physiques et chimiques, toxicologie
Ce métal blanc-gris à éclat bleuté et métallique de la famille des platinoïdes lourds avec le ruthénium natif Ru et l'iridium natif Ir est très dur, mais fragile et cassant. Il peut être pulvérisé en poudre fine. Ce métal très dur et cassant est très difficile à travailler, comme à obtenir en lingot sans un savoir-faire maîtrisé.
L'osmium natif, s'il est à l'état compact, ne s'altère pas à l'air ou à l'eau. A l'état divisé ou fissuré, voire poudreux ou en éponge, l'osmium métal se corrode de plus en plus facilement quoique lentement.
Chauffé à 200 °C, il se forme rapidement à sa surface le tétroxyde d'osmium OsO4, corps chimique solide très oxydant, volatile à odeur forte, facilement sublimable et très toxique. Cet oxydant est en conséquence facilement réduit en par des poussières ou des graisses. Si on chauffe au rouge vif l'osmium, un simple courant d'air permet de former le tétraoxyde, anhydride volatile qui se dépose en un produit de sublimation, sous forme de longues aiguilles blanches.
Il est très stable sur un plan chimique en milieu réducteur et son point de fusion est élevé. Il a une tension de vapeur très faible.
Il s'agit d'un métal, bon conducteur de la chaleur et de l'électricité.
Il s'agit, en un sens restreint car il est sujet à la corrosion à l'air chaud, d'un métal réfractaire en dehors de la présence d'oxydants occasionnels et de choc.
Il est inattaquable par les bases et acides diluées dans l'eau, ainsi que les bases fortes et les acides forts non oxydants, comme HCl. Il est attaqué lentement et irrémédiablement par tous les acides oxydants par exemple l'acide nitrique concentré et l'acide sulfurique concentré, ce dernier à chaud. L'eau régale le dissout facilement à chaud. Il est insoluble dans l'ammoniac liquide. L'attaque en milieu alcalin nécessite l'action de composés alcalins fondus, tels qu'un mélange anhydre et liquide de soude caustique et d'oxyde de sodium.
Il réagit à chaud avec le soufre en donnant OsS2, mais aussi avec le phosphore, le chlore et le fluor.
Il a pourtant des propriétés physico-chimiques remarquables, en termes d'adsorption et de catalyse. Comme le platine, il est un catalyseur pour la molécule d'hydrogène, mais il s'empoisonne vite, en tout cas bien plus vite que le platine.
Ses alliages avec le platine, l'iridium et le palladium présente une grande dureté recherchée.

### Analyse, distinction
Les impuretés les plus communes sont le platine Pt, le rhodium Rh, le palladium Pd si on considère que les autres platinoïdes iridium Ir et ruthénium Ru sont généralement présentes dans la composition des échantillons d'osmium natif.
L'osmiridium (Ir,Os) est une variété d'une autre espèce minérale de maille cubique, l'iridium natif. La présence d'iridium, dont le corps simple métal blanc argent est insoluble dans les alcalis et les acides forts, à l'exception de l'eau régale, permet d'augmenter notablement la résistance à la corrosion. L'iridium natif ou le corps simple iridium est plus fusible que l'osmium natif.

### Toxicité
L'osmium natif, compact et relativement stable à température ambiante, n'est potentiellement toxique que si sa couche de passivation d'oxydes produit du tétraoxyde d'osmium. Mais sa forme poudreuse assez facilement oxydable et surtout ses dérivés peuvent être toxiques. En particulier, le tétraoxyde d'osmium déjà évoqué qui fond vers 40 °C et bout à 130 °C reste très volatil et vénéneux. L'irritation des yeux rapide par ses vapeurs peut conduire à la cécité. Il est très irritant et agressif pour les muqueuses. Il provoque des lésions de la peau, de la cornée, des voies respiratoires et des poumons. Ses vapeurs peuvent ronger les fosses nasales et provoquer des atteintes graves au système respiratoire à des concentrations faibles dans l'air, de 10−7 g/cm3. Les chimistes Henri Sainte-Claire Deville et Henri Debray affirmaient que l'osmium (dans ses composés) équivalait à l'arsenic dans le champ de la toxicité.
C'est pourquoi, à cause de l'extrême toxicité de son oxyde, l'osmium n'est pas utilisé pur, mais à l'état d'alliages.

## Gîtologie, occurrences et gisements
Il apparaît le plus souvent dans les gîtes associés aux roches magmatiques éruptives ultrabasiques, ou parfois également dans les filons de quartz.
Ce sont des roches (ultra)mafiques, c'est-à-dire des roches basiques à ultrabasiques, qui livrent le plus facilement des échantillons inclus d'osmium natif.
Après érosion des gisements, ces fins morceaux et particules se retrouvent avec le sable des placers. Les placers des rivières aux sables potentiellement aurifères ou platinifères dévoilent très souvent des paillettes et grains roulés d'osmium natif.
L'osmium natif peut être présent dans les minerais de nickel.
Minéraux associés : métaux natifs, alliage à base de Pt (syssertskite, newjanskite), alliage à base de Ru, sperrylite PtAs2, coopérite PtS, laurite RuS2, vysotskite (Pd,Ni)S, sulfures (lors des cristallisations hydrothermales), vassilite (Pd,Cu)16(S,Te)7, limonite

### Gisements relativement abondants ou caractéristiques
- Albanie
- Afrique du Sud

Bushveld ou Bushvoeld Complex, Province Limpopo
Witwatersrand field (Transvaal).
- Allemagne

Placer du Danube, Straubing, Basse-Bavière
- Argentine
- Australie

en Nouvelle-Galles du Sud
Adamsfield, Tasmanie
- Autriche
- Brésil

Bahia
- Bulgarie
- Canada

Colombie britannique
Québec
- Chili
- Chine

dépôt de Jinbaoshan Pt-Pd-Ni-Cu, Yunnan
- Colombie

Rio Pilpe, Municipalité de Guapi, département Cauca, district de Papayan
- Costa Rica
- Équateur

Province d'Esmeralda
- États-Unis

Goodnews Bay District, Alaska
Placers près des monts Klamath, comté Trinity, Californie
Nevada
Placers de Josephine creek, Oregon
Washington
- Éthiopie
- Finlande

Kemi, Laponie
- France

Alluvions noires de la Durance
- Grèce
- Grande-Bretagne

îles Shetland
- Inde
- Indonésie
- Iran
- Italie
- Japon

Placers, île d'Hokkaïdo
- Maroc

Bou Azer, Ouarzazate
- Nouvelle-Calédonie
- Nouvelle -Zélande

Rivière Pirogue, Province du sud
- Norvège

Leka, Nord-Trondelag
Østhammeren (Osthammeren) à l'est du lac Ferhagen, municipalité de Røros, Sør-Trøndelag
- Nouvelle-Zélande

Ironstone Creek, Parapara, île du sud
- Papouasie-Nouvelle-Guinée
- Russie

Divers placers (par exemple de la rivière Pustaya) ou gisements dans les régions extrêmes-orientales proches du Kamtchatka ou du Koryak-Kamchatka
dans certains cours d'eau des monts Oural
- Turquie
- Tchéquie

## Usages
Il s'agit d'un métal relativement précieux par sa rareté et ses usages assez variés. Le prix avoisinait en 2013 environ 400 $/once, soit alors la moitié de l'or.
Il sert à des alliages avec le fer pour la fabrication de robots et puce ellectronique . Les alliages de platine à 10 % d'osmium sont employés pour les implants chirurgicaux, les stimulateurs cardiaques et les remplacements de valves cardiaques.
Les alliages avec le platine, l'iridium et le palladium sont très durs et stables. Ils servent à la confection de pointes de plume ou de stylos, d'aiguilles à injection ou de tourne-disques, d'assises ou de pivot d'instruments de précision scientifiques, de pignons et de roulement à billes. Ils peuvent encore servir de filaments d'ampoules électriques ou de contact électrique.
Dispersé sur des grandes surfaces spécifiques, il est utilisable en catalyse d'hydrogénation, par exemple il figure parmi les premiers catalyseurs du procédé Haber-Bosch de synthèse de l'ammoniac.